# سلیمان دوکارا
سلیمان دوکارا (انگلیسی: Souleymane Doukara؛ زادهٔ ۲۹ سپتامبر ۱۹۹۱) بازیکن فوتبال اهل فرانسه است.
از باشگاه‌هایی که در آن بازی کرده‌است می‌توان به باشگاه فوتبال یووه استابیا، باشگاه فوتبال لیدز یونایتد، و باشگاه فوتبال کاتانیا اشاره کرد.
وی همچنین در تیم ملی فوتبال موریتانی بازی کرده‌است.